# Arte aplicada

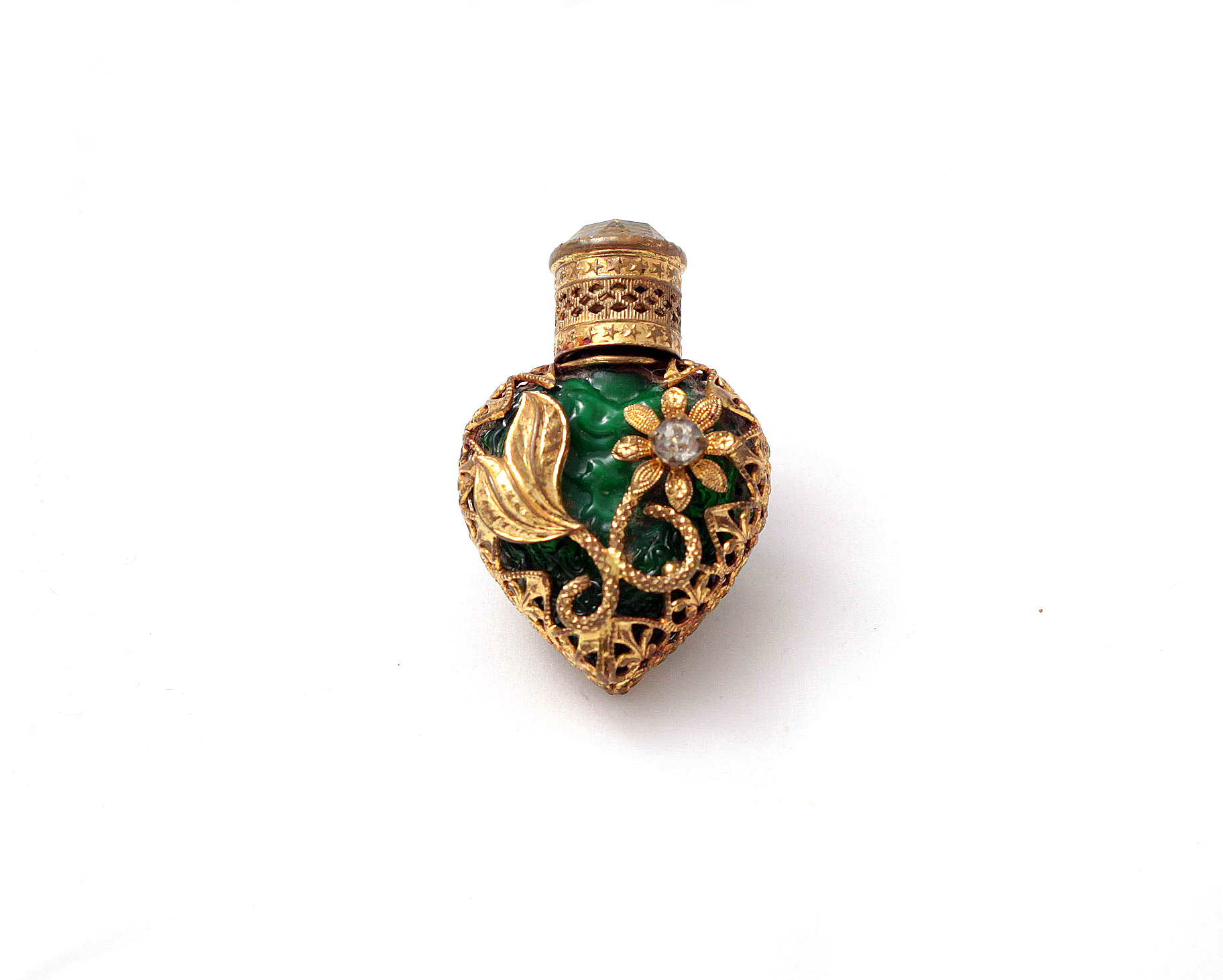
Flaconete para perfume com superfície altamente ornamentada, podendo ser considerado um trabalho de arte aplicada

Arte aplicada ou utilitária é o termo usado para determinar um tipo de arte que seja útil. Ao contrário do conceito de "arte pela arte", não é apenas uma forma de expressão artística, conceito este que é essencial às artes atualmente. Arte aplicada também costuma ser considerado um termo antiquado para definir as atividades e profissões ligadas ao design.
Essa dicotomia entre artes e artes aplicadas tem sido considerada por alguns como uma das distorções na classificação das atividades "artísticas", fruto de preconceitos sobre os pré-requisitos e status de um artista. A origem desse fenômeno está na separação profissional entre artista e artesão e, mais tarde, no século XIX, com a divisão entre artista e designer. A arte aplicada se diferencia da obra de arte por ser, a maioria das vezes, a arte aplicada, um objeto cotidiano.

Outra grande forma de arte é o Cartunismo, que vem crescendo a cada ano, cultura japonesa na qual adquiriu muitos adeptos pelo Brasil e o mundo a fora.

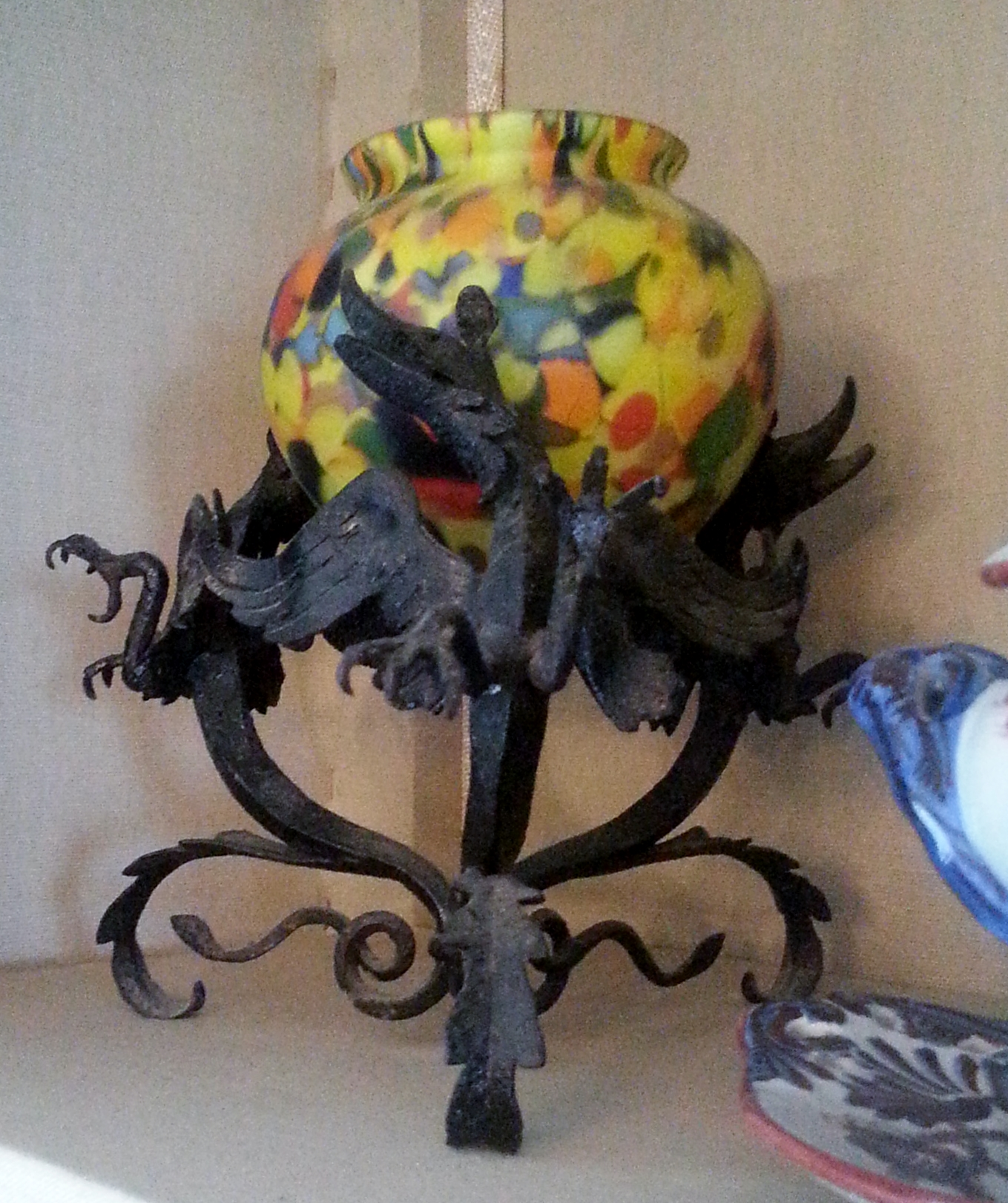
Um vaso e seu suporteː um exemplo de arte aplicada